# León de Babilonia (estatua)

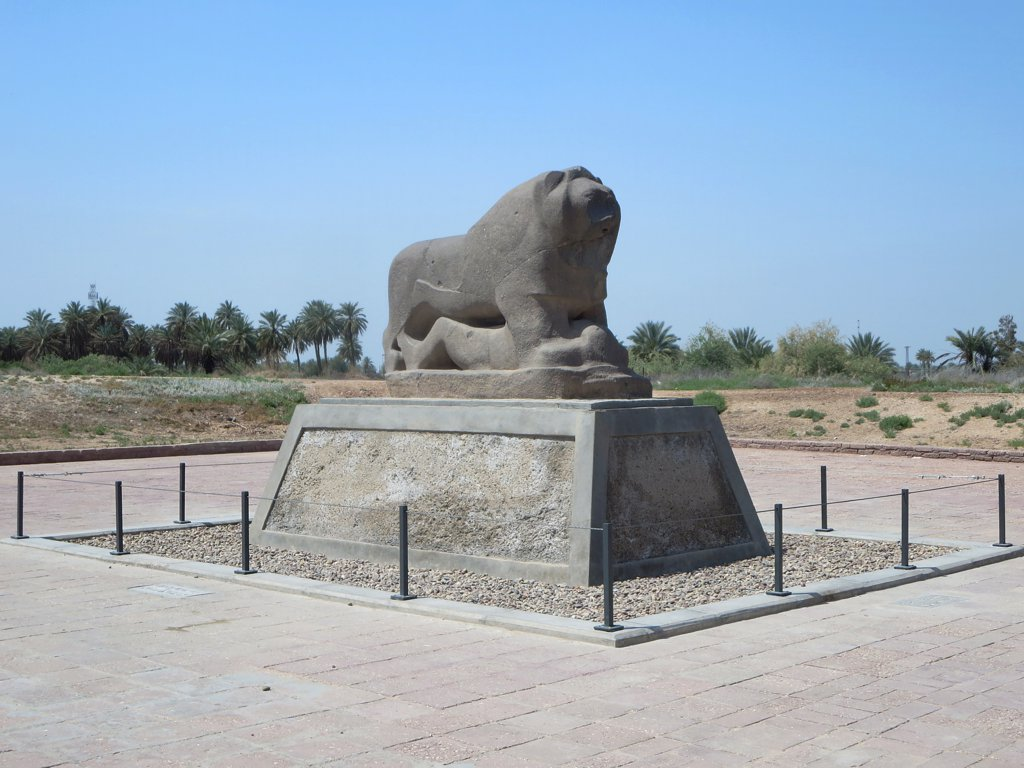
León de Babilonia.

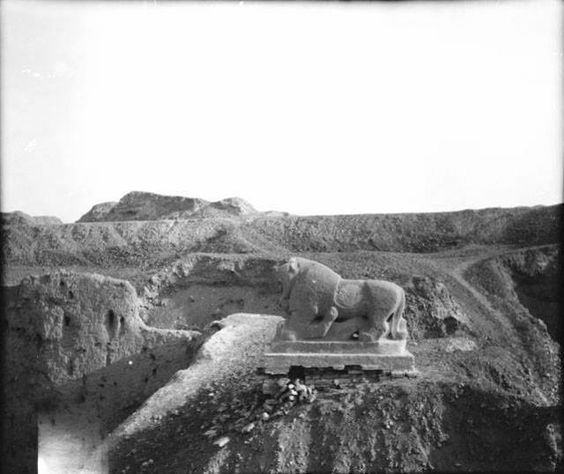
León de Babilonia en 1909.

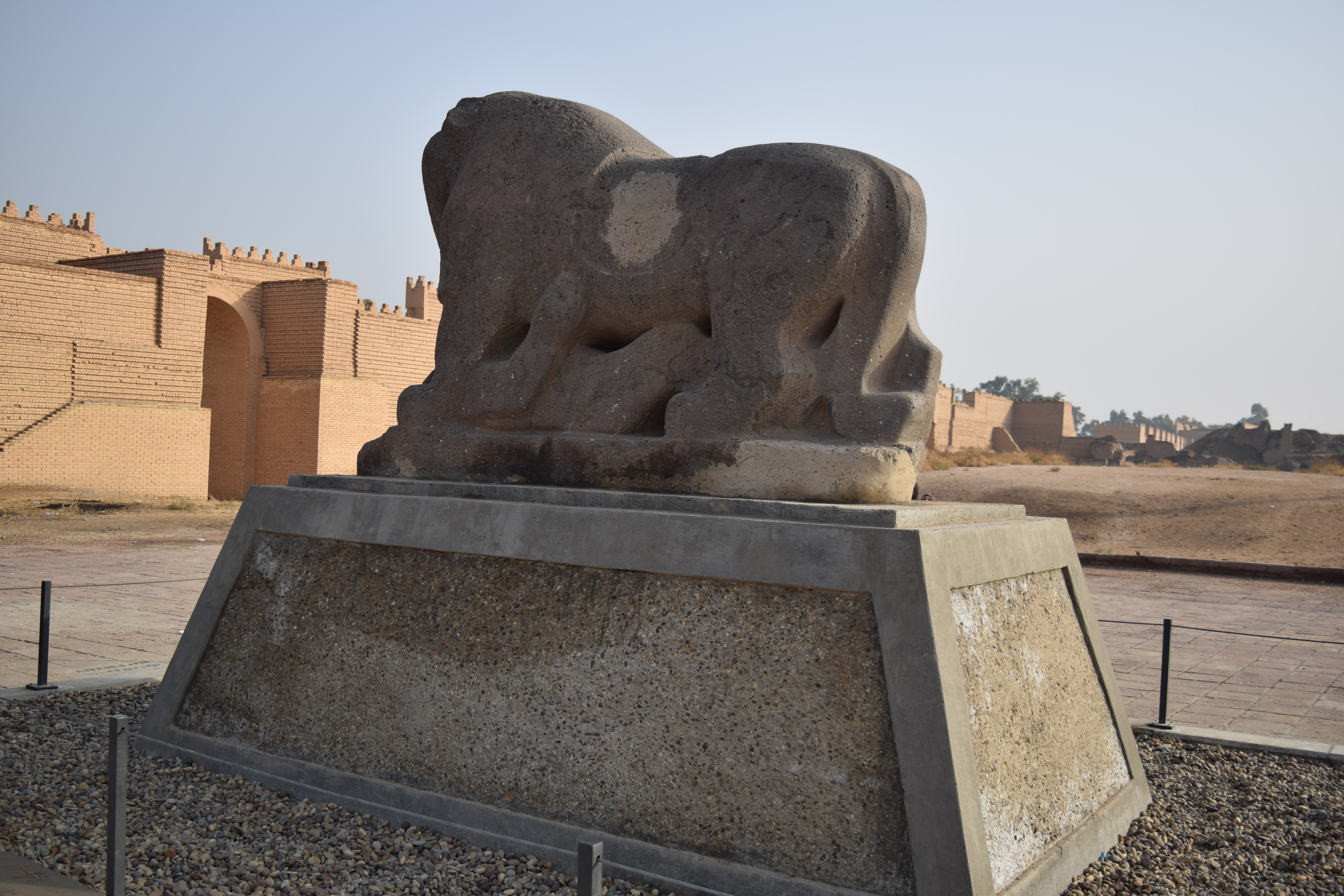
León de Babilonia desde el lado izquierdo. [https://artsandculture.google.com/asset/lion-of-babylon-early-1900s/AAFMiRoSEKDTLQ

El León de Babilonia es una escultura de piedra descubierta en la antigua ciudad de Babilonia, actualmente Irak.

## Historia
Fue descubierta en 1876 por una misión arqueológica alemana.
El León de Babilonia tiene más de 2600 años.
La estatua fue construida por el rey caldeo babilónico Nabucodonosor II (605-562 a. C.).
La estatua ha sido dañada en el transcurso de los años por la falta de protección dedicada, bien, por ejemplo, porque los turistas se subían sobre ella y dejaban varias marcas en la estatua, bien por causas naturales como la erosión que los arqueólogos ya habían temido que sucedería sin la adecuada protección de la estatua.
En 2013, el Fondo Mundial de Monumentos trabajó con la Junta Estatal de Antigüedades de Irak para realizar mejoras en el sitio. El león se limpió y restauró parcialmente, se reemplazó la base de la estatua y se le agregó una barrera de seguridad.

## Descripción
La estatua está hecha de piedra de basalto negro; representa a un león mesopotámico erguido dominante sobre un humano tendido. La estatua tiene dos metros de largo y la plataforma sobre la que se encuentra es de un metro. El león pesa alrededor de 7.000 kg.
La altura de la estatua es de 11,95 metros y tiene 2,6 metros de largo.

## Simbolismo
El León de Babilonia es un tema histórico en la región. La estatua se considera uno de los símbolos más importantes de Babilonia en particular y del arte mesopotámico en general. La estatua es considerada un símbolo nacional de Irak, ha sido utilizada por varias instituciones iraquíes como la Asociación de Fútbol Iraquí.
El león estaba destinado a infundir miedo a sus enemigos, mostrando a un león pisoteando a un hombre para amedrentar a sus enemigos.
Representaba a Ishtar, la diosa de la fertilidad, el amor y la guerra.
En la parte posterior del león hay una representación de dónde debería estar Ishtar.